# Wereldkampioenschappen veldrijden 1986
De wereldkampioenschappen veldrijden 1986 werden gehouden op 25 en 26 januari 1986 in Lembeek, België.

## Uitslagen

### Mannen, elite
| Plaats | Renner             | Land        | Tijd    |
| ------ | ------------------ | ----------- | ------- |
|        | Albert Zweifel     | Zwitserland | 1.16:33 |
| Zilver | Pascal Richard     | Zwitserland | + 0.38  |
| Brons  | Hennie Stamsnijder | Nederland   | + 1.15  |
| 4.     | Rein Groenendaal   | Nederland   | + 3.11  |
| 5.     | Martial Gayant     | Frankrijk   | + 3.44  |
| 6.     | Paul De Brauwer    | België      | + 4.10  |
| 7.     | Beat Breu          | Zwitserland | + 4.29  |
| 8.     | Frank van Bakel    | Nederland   | + 5.16  |
| 9.     | Patrice Thévenard  | Frankrijk   | + 5.26  |
| 10.    | Robert Vermeire    | België      | + 5.36  |

### Jongens, junioren
| Plaats | Renner         | Land                     | Tijd   |
| ------ | -------------- | ------------------------ | ------ |
|        | Stuart Marshal | Verenigd Koninkrijk      | 52.05  |
| Zilver | Beat Brechbühl | Zwitserland              | + 0.17 |
| Brons  | Wim de Vos     | Nederland                | + 0.24 |
| 4.     | Rudy Nagengast | Nederland                | z.t.   |
| 5.     | Markus Meier   | Zwitserland              | + 0.33 |
| 6.     | Marc Janssens  | België                   | z.t.   |
| 7.     | Kamil Polák    | Tsjecho-Slowakije        | z.t.   |
| 8.     | Pavel Camrda   | Tsjecho-Slowakije        | + 0.37 |
| 9.     | Jens Schwedler | Bondsrepubliek Duitsland | + 1.02 |
| 10.    | Tomáš Port     | Tsjecho-Slowakije        | + 1.14 |

### Mannen, amateurs
| Plaats | Renner           | Land              | Tijd    |
| ------ | ---------------- | ----------------- | ------- |
|        | Vito Di Tano     | Italië            | 1.08:30 |
| Zilver | Ivan Messelis    | België            | + 1.19  |
| Brons  | Ludo De Rey      | België            | + 1.36  |
| 4.     | Hans-Ruedi Büchi | Zwitserland       | + 2.01  |
| 5.     | Damiano Grego    | Italië            | + 2.12  |
| 6.     | Alain Daniel     | Frankrijk         | + 2.26  |
| 7.     | Dirk Pauwels     | België            | z.t.    |
| 8.     | Petr Klouček     | Tsjecho-Slowakije | + 2.37  |
| 9.     | Peter Hric       | Tsjecho-Slowakije | + 2.38  |
| 10.    | Huub Kools       | Nederland         | + 2.50  |

## Medaillespiegel
| Plaats | Land                | Goud | Zilver | Brons | Totaal |
| 1      | Zwitserland         | 1    | 2      | 0     | 3      |
| 2      | Verenigd Koninkrijk | 1    | 0      | 0     | 1      |
| 3      | Italië              | 1    | 0      | 0     | 1      |
| 4      | België              | 0    | 1      | 1     | 2      |
| 5      | Nederland           | 0    | 0      | 2     | 2      |
| Totaal | Totaal              | 3    | 3      | 3     | 9      |

1950 · 
1951 · 
1952 · 
1953 · 
1954 · 
1955 · 
1956 · 
1957 · 
1958 · 
1959 · 
1960 · 
1961 · 
1962 · 
1963 · 
1964 · 
1965 · 
1966 · 
1967 · 
1968 · 
1969 · 
1970 · 
1971 · 
1972 · 
1973 · 
1974 · 
1975 · 
1976 · 
1977 · 
1978 · 
1979 · 
1980 · 
1981 · 
1982 · 
1983 · 
1984 · 
1985 · 
1986 · 
1987 · 
1988 · 
1989 · 
1990 · 
1991 · 
1992 · 
1993 · 
1994 · 
1995 · 
1996 · 
1997 · 
1998 · 
1999 · 
2000 · 
2001 · 
2002 · 
2003 · 
2004 · 
2005 · 
2006 · 
2007 · 
2008 · 
2009 · 
2010 · 
2011 · 
2012 · 
2013 · 
2014 · 
2015 · 
2016 · 
2017 · 
2018 · 
2019 ·
2020 ·
2021 ·
2022 ·
2023 ·
2024 ·
2025

Categorieën

Mannen elite · 
vrouwen elite · 
mannen beloften · 
vrouwen beloften · 
jongens junioren · 
meisjes junioren · 
gemengde estafette

Voormalig:
mannen amateurs